# Loose (песня)
Loose — вторая песня со второго альбома прото-панк-группы The Stooges, «Fun House».
«Loose» — одна из наиболее популярных песен с альбома «Fun House». Песня начинается с гитарного вступления, во время которого проходит несколько барабанных сбивок, после чего начинает повторяться рифф, на фоне которого Игги Поп поёт куплет. Припев, в котором повторяется двусмысленная строчка «I'll stick it deep inside» (рус. Я воткну это глубоко внутрь), предваряет второй куплет; после него и ещё одного припева следует один из самых ярких моментов песни, идущее с нарастающим напряжением гитарное соло (отчаянное звучание гитары можно сравнить со звуком сирены).
На бокс-сет «1970: The Complete Fun House Sessions» вошли 32 дубля песни. На одном из этих треков сохранилась запись голоса продюсера, говорящего в шутку, что группе стоит забыть все остальные песни и выпустить альбом с 22 версиями «Loose». Напряжённая работа над песней привела к тому, что группа стала считать её одной из своих удач и хотела открыть ей альбом; однако, по настоянию лейбла открывающей песней стала «Down on the Street». Концертная версия песни 1993 г. вошли на сборник лучших вещей Игги Попа «A Million In Prizes: The Anthology».
На песню было записано большое количество каверов, в том числе пост-панк-легендами The Birthday Party (их версия вошла на концертный EP 1982 г. «Drunk on the Pope’s Blood»), а также группами Blake Babies, Crushdown, Electrafixion. Для диска We Will Fall: The Iggy Pop Tribute песню записала панк-рок-группа Pansy Division.